# Натуропатія

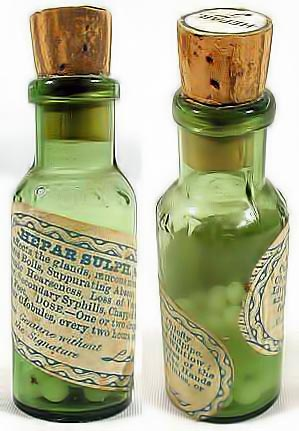
Гомеопатичний препарат Hepar sulphuris — гомеопатія може пропонуватися як частина натуропатичного лікування

Натуропа́тія або натуропатична медицина — форма альтернативної медицини, представлена широким спектром «природних» та «неінвазивних» практик лікування, на противагу сучасній фармацевтиці. Методи натуропатичного лікування варіюються від псевдонаукових і повністю дискредитованих, як гомеопатія, до широко прийнятих, як деякі форми психотерапії. Фундаментально базується на віруванні у віталізм та «сили життя», що управляють фізіологічними процесами тіла, такими як метаболізм, ріст, розмноження та пристосування, однак окрім цього може черпати практики доказової медицини. Етика натуропатії ставиться під сумнів медичними фахівцями, а її практика характеризується як шарлатанство.
Практики та прихильники натуропатичної медицини звуться натуропатами. Натуропати зазвичай заохочують альтернативні методи лікування, зокрема заперечення хірургічного втручання чи вакцин. Діагнози, що ставляться натуропатами, часто не мають під собою наукового підґрунтя і часто не визнаються сучасною медициною.

## Історія

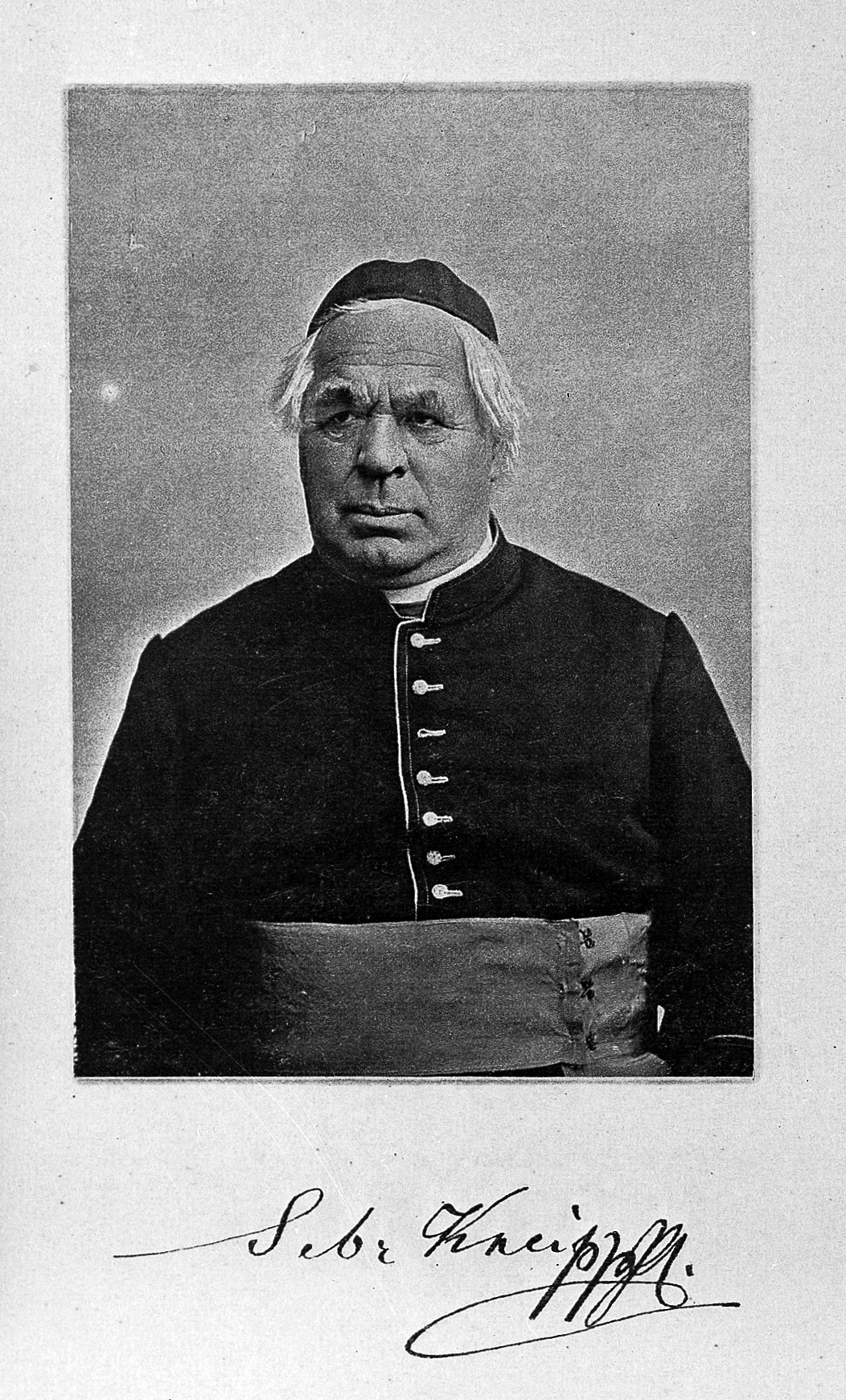
Себастьян Кпейпп (~1898 р.) баварський священник і родоначальник натуропатії

Термін «натуропатія» походить з грецької та означає «природне зцілення». Натуропати стверджують, що давньогрецький «батько медицини» Гіппократ був першим прихильником натуропатичної медицини ще до того, як з'явився цей термін. Натуропатія сягає своїм корінням європейського руху «природне лікування» XIX століття. У Шотландії Томас Аллінсон почав пропагувати свою «гігієнічну медицину» у 1880-х роках, пропагуючи природну дієту та фізичні вправи з обмеженням тютюнопаління та перевтоми.
Термін «натуропатія» був винайдений у 1895 році Джоном Шилом, і придбаний Бенедиктом Лустом, якого натуропати вважають «батьком натуропатії США». Луст навчався гідротерапії та іншим природним методам лікування в Німеччині в отця Себастьяна Кнейппа. Кнейпп відправив Луста до Сполучених Штатів, щоб поширювати свої безмедикаментозні методи лікування. Ласт розглядав натуропатію як широку дисципліну, а не конкретний метод, і включав у неї такі практики, як гідротерапія, фітотерапія та гомеопатія, а також відмову від переїдання, чаю, кави та алкоголю. Згідно зі словником Мерріама-Вебстера, перше відоме згадування про натуропатію у пресі датується 1901 роком.

## Практики

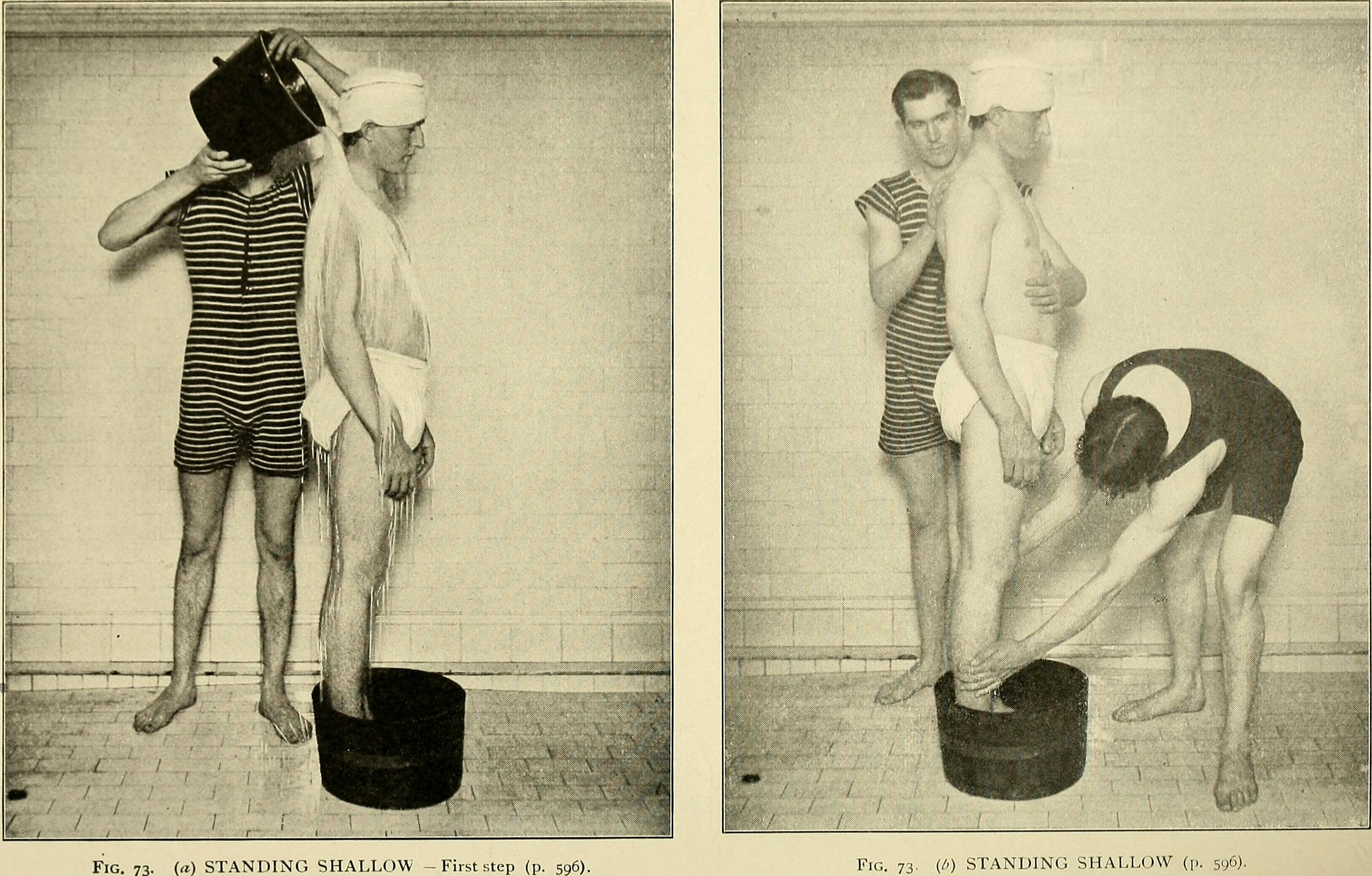
Пацієнт проходить сеанс гідротерапії

У доповіді (2003) Кімбалла Етвуда, американського лікаря та дослідника, найбільш відомого як критика натуропатичної медицини, в якій серед інших критичних зауважень зазначалося, що «натуропатія базується на вірі в здатність організму до самозцілення за допомогою особливої життєвої енергії або сили, що регулює тілесні процеси зсередини».
Діагностика та лікування, на думку натуропатів, мають сприяти природній здатності організму до зцілення. Багато натуропатів в Індії зараз використовують у своїй практиці сучасні методи діагностики. Натуропати зосереджуються на холістичному підході, уникаючи хірургічного втручання та конвенційних ліків. Прибічники натуропатії прагнуть запобігати хворобам шляхом зниження стресу, зміни дієти та способу життя, часто відкидаючи методи доказової медицини.

### Методи
Конкретні процедури, що застосовуються натуропатами, залежать від рівня підготовки та обсягу практики. Вони можуть включати фітотерапію, гомеопатію, акупунктуру, реабілітаційну медицину, прикладну кінезіологію, гідроколонотерапію:102, хелатотерапію, кольоротерапію, краніосакральну терапію, аналіз волосся, іридологію, гемосканування:109, озонотерапію, психотерапію, заходи з охорони здоров'я та гігієни, рефлексотерапію, рольфінг, масаж, та традиційну китайську медицину. «Природне лікування» налічує низку терапій, заснованих на впливі природних елементів, таких як сонячне світло, свіже повітря, тепло чи холод, а також поради щодо харчування, такі як дотримання вегетаріанської дієти, пости, утримання від алкоголю або цукру. Фізична медицина включає мануальну терапію, спортивну медицину, фізичні вправи та гідротерапію. Психологічне консультування включає медитацію, релаксацію та інші методи боротьби зі стресом.

## Доказова база

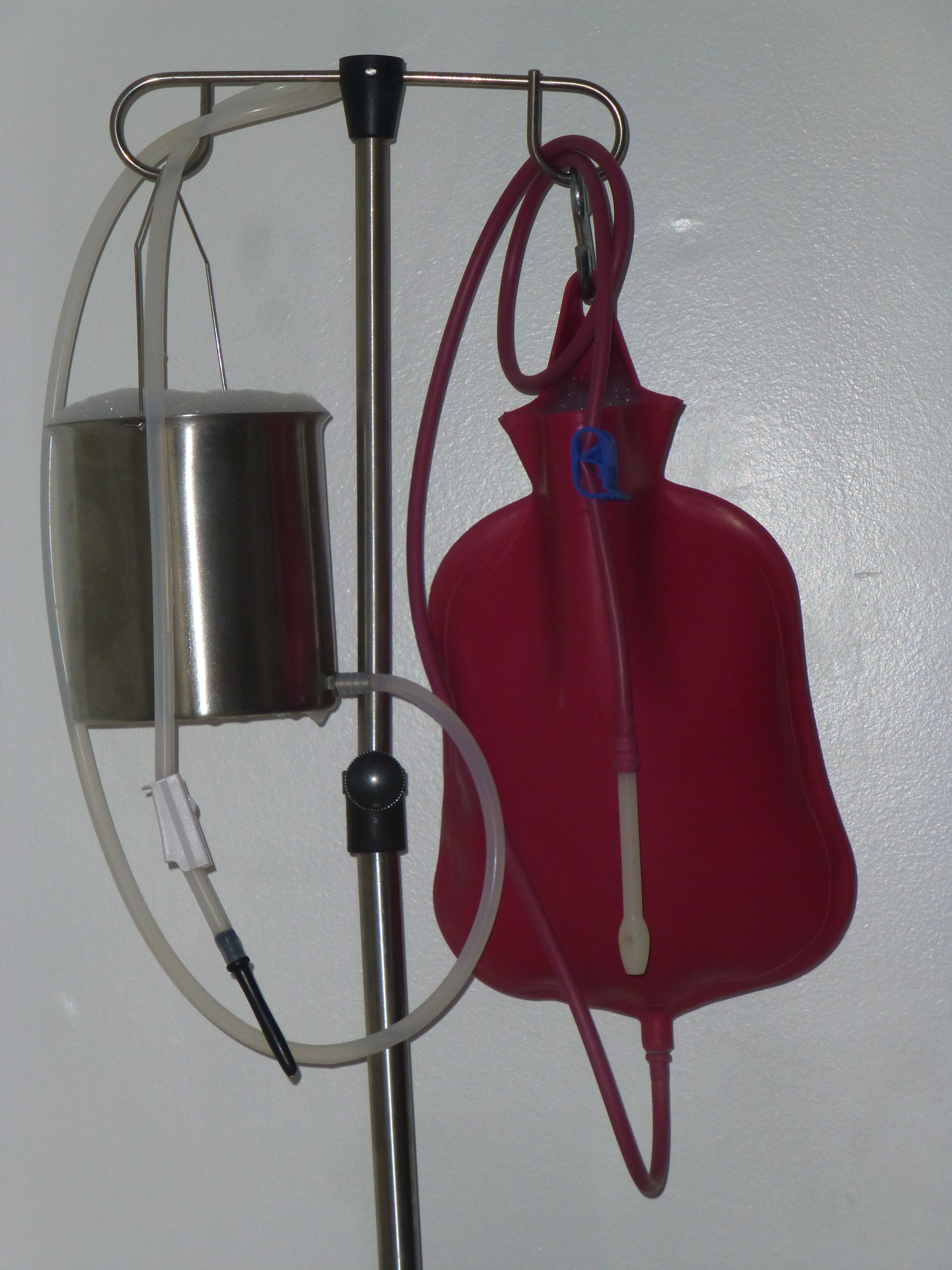
Обладнання для великих клізм: мішок або відро на галон (~4,5 л). Гідроколонотерапія використовується натуропатами від широкого спектра хвороб, але доказів її ефективності немає.

Натуропатії в цілому бракує належної наукового підґрунтя. Хоча вона має в собі дієві поради щодо способу життя (здоровий сон, збалансоване харчування, регулярні фізичні вправи), вона, як правило, додає низку псевдонаукових переконань. Деякі її методи покладаються на нематеріальні «сили життя», існування яких не доведено, і є побоювання, що натуропатія як напрям має тенденцію до ізоляції від загальнонаукового дискурсу. Натуропатію критикують за її залежність і зв'язок з недоведеними, спростованими та іншими суперечливими альтернативними методами лікування, а також за її віталістичне підґрунтя.
За даними Американського товариства раку, «наукові дані не підтверджують твердження, що натуропатична медицина здатна вилікувати рак або будь-яку іншу хворобу». За словами Брітт Гермес, студентські програми для натуропатів є проблематичними, тому що «як [студент-]натуропат, ви постійно шукаєте виправдань та підтасовуєте інтерпретації наукових досліджень. Тому що якщо ви цього не робитимете, ви, по суті, залишитеся ні з чим». У 2015 році Департамент охорони здоров'я австралійського уряду опублікував результати огляду альтернативних методів лікування, який мав на меті визначити, чи підходять вони для покриття медичним страхуванням. Натуропатія була однією з 17 оцінених терапій, для яких не було знайдено чітких доказів ефективності.
Колишня ліцензована натуропатична лікарка Брітт Марі Гермес стверджує, що «будь-який продукт, який продає натуропат, майже гарантує відсутність достовірних наукових даних на підтримку будь-яких заяв про його ефективність», і що, хоча деякі натуропати стверджують, що практикують лише доказову медицину, «всі натуропати в акредитованій натуропатичній програмі зобов'язані ретельно вивчати гомеопатію, фітотерапію, енергетичне зцілення, мануальну терапію, водну терапію та інші псевдонаукові методи лікування». Гермес також зазначає, що, хоча деякі натуропати стверджують, що їхній метод може бути ефективним для лікування психологічних розладів, «жодне натуропатичне лікування не було клінічно доведено як безпечне та ефективне для біполярного розладу або будь-якого іншого стану».

## Безпечність
«Ненаукові медичні працівники, в тому числі натуропати, використовують антинаукові методи та обманюють громадськість, яка, не маючи глибоких знань у сфері охорони здоров'я, змушена покладатися на запевнення лікарів. Шарлатанство не лише шкодить людям, але й підриває здатність проводити наукові дослідження, і вчені повинні виступати проти нього», — говорить Вільям Т. Джарвіс, скептик і популяризатор доказової медицини. В австралійській справі 2018 року проти Марлін Боднар, яка порадила матері лікувати екзему її маленького сина за допомогою сироїдіння, що ледь не призвело до голодної смерті дитини, суддя Пітер Берман сказав: «Добрі наміри, але вкрай помилкові поради, як демонструють факти цієї справи, здатні завдати великої шкоди й навіть призвести до смерті вразливих дітей». Крім того, Брітт Гермес критикує «поширену культуру звинувачення пацієнта» серед натуропатичних лікарів, де «коли щось йде не так і пацієнт не відчуває всіх позитивних ефектів, обіцяних терапією, причина ніколи не тому, що терапія не працює, а тому, що пацієнт зробив щось неправильно».